# Stenasellus ruffoi
Stenasellus ruffoi là một loài chân đều trong họ Stenasellidae. Loài này được Messana miêu tả khoa học năm 1993.